# 今治市大三島美術館
今治市大三島美術館（いまばりしおおみしまびじゅつかん）は、愛媛県今治市大三島にある美術館。

## 概要
愛媛県今治市の大三島にある美術館で、大山祇神社に隣接した場所に立地している。切妻の大屋根と太い列柱が印象的な美術館で、館内の壁面は和紙で覆われ、やわらかく落ち着いた空間が演出されている。
昭和後期から現代に描かれた日本画約1,000点が展示されている。開館以来、日本画家と共に歩み共に成長することを目指しており、館蔵品は現在では日本画壇を牽引する作家たちの若かりし頃の作品(1970年代～2000年代)が大半を占めている。館蔵品の公開と同時に、今の新進気鋭の若手作家との交流を活かした「現代日本画の美術館」にふさわしい企画展も開催されている。
島内に分館としてところミュージアム大三島、岩田健母と子のミュージアムが設置されている。

## 歴史
河川改修で生じた土地に大山祇神社と並ぶ観光拠点を、と当時の菅省三大三島町長が構想を打ち出した。そして、建物は町が建てるが、菅省三町長自身のコレクションを展示し、町には迷惑をかけないとして議会の同意を得、展示品のうち156点を町に無償貸与して、1986年に現代日本画を核に開館した。
当初、「町長の道楽」、「公私混同」など町民の反発もあったと言われるが、入館料や絵はがきなどの販売収入などで自主運営を展開。美術雑誌に紹介されたり、若手を対象とした企画展を開くうちに来館者も増加。徐々に市民権を獲得していった。1996年8月に菅省三町長の死去に伴い、遺族がコレクションを整理。403点を「菅省三コレクション」として改めて町に寄贈した。同年には日本画家の田渕俊夫が美術館に日本画を寄贈し田渕俊夫記念展示室が開設された。
2005年に大三島町が周辺市町村との合併に伴い、新今治市となり、「今治市大三島美術館」に改称された。

### 沿革
- 1986年 - 大三島町立大三島美術館が開館。
- 1996年 - 美術館内に田渕俊夫記念展示室を設置。
- 2004年 - 分館としてところミュージアム大三島が開館。
- 2005年 - 大三島町が周辺12市町村と合併し今治市になったことから今治市大三島美術館に改称。
- 2011年 - 分館として岩田健母と子のミュージアムが開館。

## アクセス
- 瀬戸内海交通･瀬戸内運輸「大山祇神社前」停留所で下車して約1分。
  - 今治駅や松山市駅（瀬戸内運輸特急便の一部のみ）などを結ぶ瀬戸内運輸特急便･瀬戸内海交通急行便の他、瀬戸内海交通の路線バス（宮浦港～出走を結ぶ路線）が停車する。しまなみライナーを利用する場合は、大三島バスストップで瀬戸内運輸特急便･瀬戸内海交通急行便もしくは路線バス（宮浦～出走）に乗り換える必要がある。
- 宮浦港（今治市大三島町宮浦）から徒歩で約15分。

## 分館
- ところミュージアム大三島
- 岩田健母と子のミュージアム

## 周辺
- 大山祇神社
- 今治市立大三島小学校
- 道の駅しまなみの駅御島